# Dorpskerk Kethel

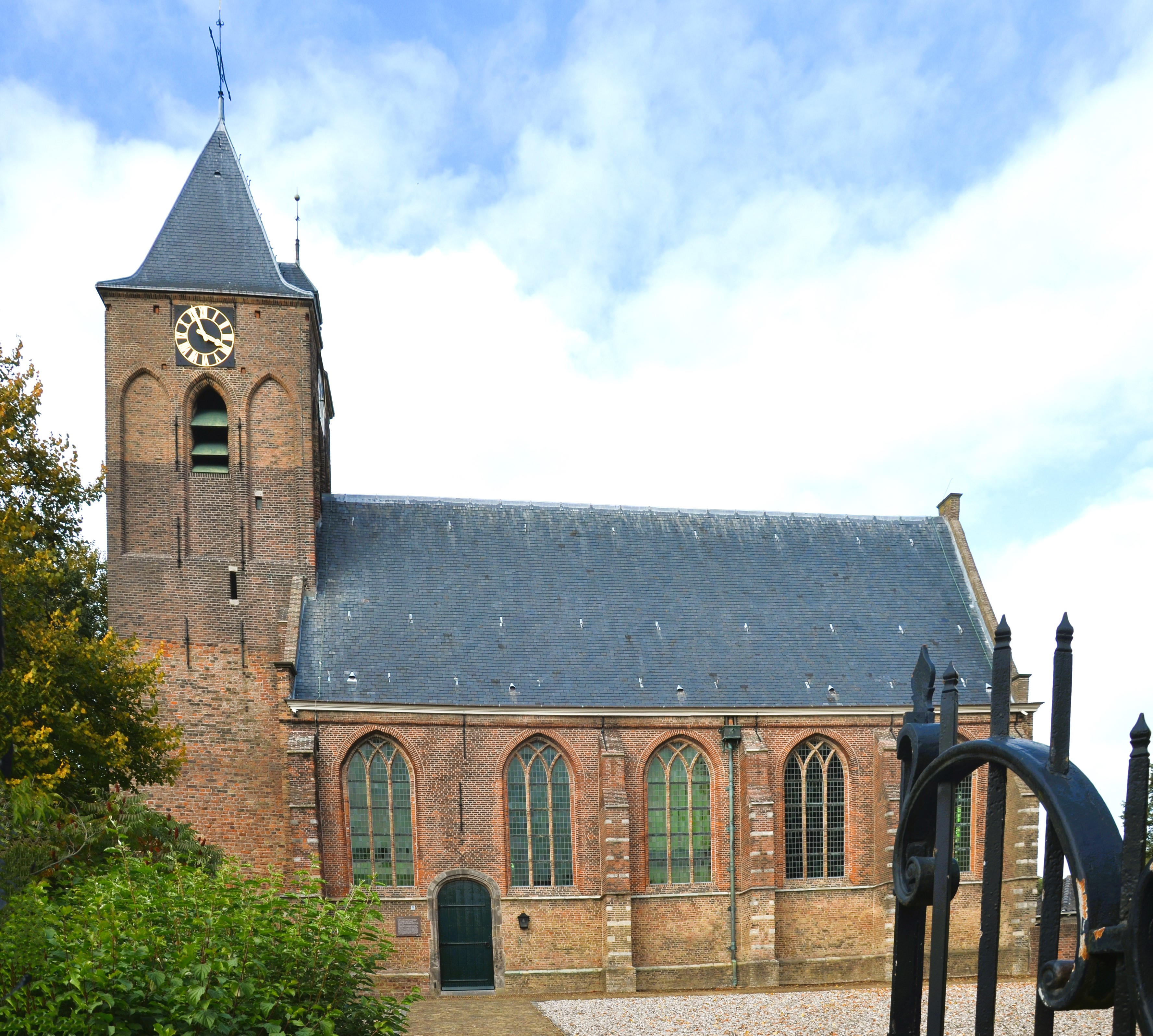
Die Dorpskerk Kethel

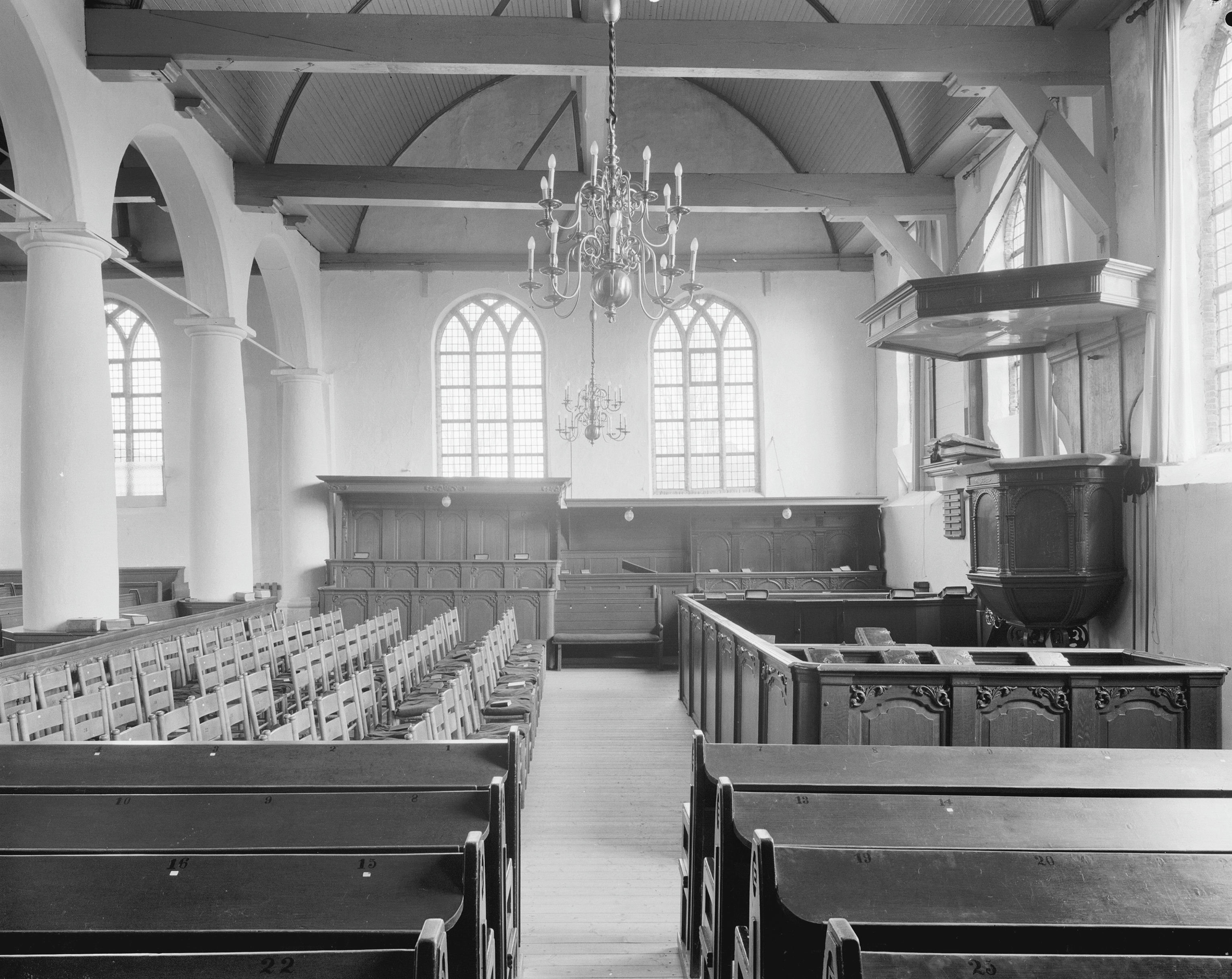
Innenansicht

Die Dorpskerk (deutsch Dorfkirche) ist ein Kirchengebäude der Protestantischen Kirche in den Niederlanden in Kethel, einem Ortsteil der Stadt Schiedam in der Provinz Zuid-Holland. Die Kirche ist seit 1969 als Rijksmonument eingestuft.

## Geschichte
Die ursprünglich dem Heiligen Jakobus gewidmete Kirche ist eine zweischiffige, im Osten gerade geschlossene Kirche mit einem vorgesetzten Turm mit Zeltdach. Der nach Osten geneigte Turm wurde um 1300 erbaut und in der zweiten Hälfte des 15. Jahrhunderts an der Ostseite verändert. Zu Beginn des 16. Jahrhunderts wurde der Turm erhöht und mit einem neuen Eingang versehen. Das spätgotische nördliche Seitenschiff des Langhauses entstand vermutlich in der zweiten Hälfte des 15. Jahrhunderts, danach wurde ein älteres Langhaus durch das heutige spätgotische Langhaus in der ersten Hälfte des 16. Jahrhunderts ersetzt. Nach der Zerstörung der Kirche im Jahr 1573 im Zuge des Achtzigjährigen Krieges wurden der ursprüngliche Haupt- und der Seitenchor des Gotteshauses nicht wieder aufgebaut. Die Wiederherstellung des Turms wurde im Jahr 1601 und die des Kirchenschiffs 1630 abgeschlossen. Die Kirche wurde in den Jahren 1928/29 unter der Leitung von J. Snijders und J. van der Vlis grundlegend restauriert.
Der Innenraum ist von hölzernen Tonnengewölben gedeckt. Zum Inventar gehören eine Kanzel von 1625, eine  Gestühl für den Rat aus dem Jahr 1631 und ein Epitaph aus weißem Marmor, entstanden 1684, das Johannes Blommendael für den Handwerksmeister Jacob de Brauw († 1680) angefertigt hat. Außerdem gehört zur Ausstattung ein Zehn-Gebote-Schild um 1700, ein Taufbecken und eine Männerbank aus der ersten Hälfte des 18. Jahrhunderts sowie das Orgelgehäuse der Firma Leichel von 1885. Das Pfarrhaus an Dorpsstraat 6 wurde im Jahr 1891 von H.J. Jesse im Neorenaissance-Stil entworfen.
Die Dorfkirche gehört mit der Janskerk zur protestantischen Kirchengemeinde Schiedam.